# Materieellogistiek Commando

Het Materieellogistiek Commando Land (MatlogCo) voert het onderhoud uit van alle landsystemen van de krijgsmacht, zoals wapens en voertuigen. Het commando is ook het expertisecentrum voor (ingewikkeld) onderhoud aan deze systemen. En valt sinds 2013 binnen de Koninklijke Landmacht.
Het MatlogCo bestaat uit afdelingen gespecialiseerd in Techniek, Logistiek en Systemen/Analyse. Het voorziet in het onderhoud van alle landsystemen van de krijgsmacht, zoals wapens en voertuigen en het is tevens expertisecentrum voor specialistisch onderhoud aan deze systemen. Het commando adviseert bij de introductie van nieuw materieel, bij het verbeteren van bestaande landsystemen en werkt eventueel samen met de industrie.

## Geschiedenis
Het commando ontstond kort na WO II en was in het verleden als gevolg van diverse reorganisaties, achtereenvolgens bekend als "Dienst Kwartiermeester Generaal" (DKG) 1945 - 1950, "Directoraat Materieel Landmacht" (DML) 1950 - 1960, opnieuw "Dienst Kwartiermeester Generaal" (nu ls DKMG) 1960 - 1976, "Directie Materieel Koninklijke Landmacht" (DMKL) 1976 - 1998, "Directie Materieel" (DM) 1998 - 2002, "Materieellogistiek Commando" (Matlogco) 2002 - 2011, "Defensie Bedrijf Grondgebonden Systemen" 2011 - 2013. Het oude "Materieellogistiek Commando" was tot 2005 een onderdeel van de Koninklijke Landmacht dat voorzag in de verwerving, instandhouding en afstoting van militair materieel.
Sinds januari 2005 maakte het oude Materieellogistiek Commando, samen met de materieel-organisaties van de Koninklijke Marine (Directie Materieel Koninklijke Marine, DMKM) en de Koninklijke Luchtmacht (Directie Materieel Koninklijke Luchtmacht, DMKLu), deel uit van de Defensie Materieel Organisatie (DMO). Met de plaatsing van het nieuwe Materieellogistiek Commando Land rechtstreeks onder de Commandant Landstrijdkrachten (C-LAS) wordt het belang van de Materiële Gereedheid bevestigd.

## Structuur
- Commandant MatlogCo en zijn staf zijn gevestigd in de Kromhoutkazerne Utrecht.
- Afdeling Systemen en Analyse, gevestigd in Utrecht.
- Afdeling Techniek, gevestigd in Leusden.
- Afdeling Logistiek, gevestigd in Utrecht, Lettele, Steenwijk en Soesterberg.
- 300 Materieellogistieke Compagnie, hoofdlocatie gevestigd in Amersfoort Bernhardkazerne.
  - 301 Materieellogistiek Peloton, 't Harde Tonnetkazerne met faciliteiten in Assen JWF kazerne; Ermelo Spoorkazerne; Havelte Johannes Postkazerne en Wezep Margrietkazerne.
  - 302 Materieellogistiek Peloton, Amersfoort Bernhardkazerne met faciliteiten in Stroe legerplaats Stroe; Harskamp Winkelmankazerne; Den Helder Complex Bassingracht en de Complexen Schaarsbergen en Maaldrift.
  - 303 Materieellogistiek Peloton, Oirschot De Ruyter van Stevenick kazerne; met faciliteiten in Vught Lunettenkazerne; Vredepeel Bestkazerne en de complexen Rucphen en Veldhoven.
  - 304 Munitiepeloton met de Munitiegroepen Noord 't Harde legerplaats bij Oldebroek en Zuid Harskamp Winkelmankazerne.
- Material Maintenance Organization, gevestigd in Eygelshoven.

## Commandanten
De huidige commandant Materieellogistiek Commando Land (C-MatlogCo) is sinds juni 2022  Brigadegeneraal Mark Bours . Zijn voorgangers waren:
- 2013 - 2014 Kolonel van de Militaire Administratie Hans Damen
- 2014 - 2018 Kolonel van de Technische Staf Gerhard Schonewille
- 2018 - 2022 Brigadegeneraal[1] van de Technische Staf Ronald Rietbergen